# Adilkhan Nurlanbekov
Adilkhan Nurlanbekov (2001) è un lottatore kirghiso, specializzato nella lotta greco romana.

## Palmarès
- Campionati asiatici

Ulaanbaatar 2022: bronzo nei 72 kg.